# A-Stoff
A-Stoff (alemany: Substància A) era el nom en que es coneixia l'oxigen líquid en el programa alemany de desenvolupament de coets militar durant la Segona Guerra Mundial.

## Usos

Secció d'una V-2 amb els seus dipòsits.

A-Stoff era el propergol líquid oxidant del motor de la V-2. 4.955 kg d' A-Stoff estaven emmagatzemats en un dipòsit fet d'un aliatge d'alumini i magnesi a causa de la seva naturalesa criogènica, l'oxigen líquid pot fer que els materials amb què entra en contacte es tornin extremament fràgils.